# Léandre Tawamba
Léandre Tawamba (ur. 20 grudnia 1989 w Jaunde) – kameruński piłkarz występujący na pozycji pomocnika. Od 2023 roku jest zawodnikiem saudyjskiego Al-Okhdood Club.

## Życiorys
W czasach juniorskich trenował w klubach Eding FC i Jeunesse Star. Następnie grał w Union Duala, Aigle Royal Menoua, FC Cape Town i Mpumalanga Black Aces FC. Od 1 stycznia do 10 lipca 2013 był piłkarzem FC Nitra, po czym odszedł do MFK Ružomberok. W sezonie 2014/2015 występował w libijskim Al-Ahly Benghazi, a w kolejnym w słowackim FC ViOn Zlaté Moravce. 1 kwietnia 2016 podpisał kontrakt z kazachskim Kajratem Ałmaty. 1 stycznia 2017 został zawodnikiem serbskiego FK Partizan.
W reprezentacji Kamerunu zadebiutował 25 marca 2018 w wygranym 3:1 meczu z Kuwejtem.

## Statystyki kariery
(aktualne na dzień 24 stycznia 2014)
| Klub               | Sezon              | Liga               | Liga  | Liga   | Puchar Słowacji | Puchar Słowacji | Europa | Europa | Suma  | Suma   |
| Klub               | Sezon              | Liga               | Mecze | Bramki | Mecze           | Bramki          | Mecze  | Bramki | Mecze | Bramki |
| ------------------ | ------------------ | ------------------ | ----- | ------ | --------------- | --------------- | ------ | ------ | ----- | ------ |
| Nitra              | 2012/13            | 1. liga            | 14    | 3      | 0               | 0               | –      | –      | 14    | 3      |
| Ružomberok         | 2013/14            | 1. liga            | 19    | 11     | 3               | 0               | –      | –      | 22    | 11     |
| Ogólnie w karierze | Ogólnie w karierze | Ogólnie w karierze | 33    | 14     | 3               | 0               | 0      | 0      | 36    | 14     |